# Amálie Švábíková
Amálie Švábíková (née le 22 novembre 1999 à Kadaň) est une athlète tchèque spécialiste du saut à la perche.

## Carrière
Elle participe aux Championnats du monde de 2017. Lors des Championnats du monde juniors 2018 à Tampere, elle porte son record personnel, également record national junior, à 4,51 m, 
En février 2023, lors de l'Atletická Hala à Ostrava, Amálie Švábíková améliore son record personnel et le record national en salle à 4,72 m. Un mois plus tard, aux championnats d'Europe en salle d'Istanbul, la Tchèque décroche la médaille de bronze avec un saut à 4,70 m, derrière la Finlandaise Wilma Murto et la Slovène Tina Sutej.

## Palmarès
| Date | Compétition                    | Lieu      | Résultat | Marque |
| ---- | ------------------------------ | --------- | -------- | ------ |
| 2016 | Championnats d'Europe cadets   | Tbilissi  | 3e       | 4,05 m |
| 2016 | Championnats du monde juniors  | Bydgoszcz | 7e       | 4,10 m |
| 2017 | Championnats d'Europe juniors  | Grosseto  | 5e       | 4,05 m |
| 2018 | Championnats du monde juniors  | Tampere   | 1re      | 4,51 m |
| 2018 | Championnats d'Europe          | Berlin    | 9e       | 4,30 m |
| 2019 | Championnats d'Europe espoirs  | Gävle     | 2e       | 4,35 m |
| 2022 | Championnats du monde en salle | Belgrade  | 9e       | 4,45 m |
| 2023 | Championnats d'Europe en salle | Istanbul  | 3e       | 4,70 m |
| 2023 | Championnats du monde          | Budapest  | 11e      | 4,50 m |
| 2024 | Championnats du monde en salle | Glasgow   | 6e       | 4,65 m |
| 2024 | Jeux olympiques                | Paris     | 5e       | 4,80 m |

## Records
| Épreuve          | Épreuve   | Marque      | Lieu        | Date            |
| ---------------- | --------- | ----------- | ----------- | --------------- |
| Saut à la perche | Plein air | 4,80 m (NR) | Saint-Denis | 7 août 2024     |
| Saut à la perche | En salle  | 4,72 m (NR) | Ostrava     | 18 février 2023 |